# Lipovec, Chrudim
Lipovec là một làng thuộc huyện Chrudim, vùng Pardubický, Cộng hòa Séc.